# 430 kilomètres d'Autopolis 1991
Les 430 kilomètres d'Autopolis 1991, disputées le 28 octobre 1991 sur le circuit d'Autopolis ont été la huitième et dernière manche du Championnat du monde des voitures de sport 1991.

## La course

### Classement de la course
Voici le classement officiel au terme de la course,.
- Les premiers de chaque catégorie du championnat du monde sont signalés par un fond jaune.
- Pour la colonne Pneus, il faut passer le curseur au-dessus du modèle pour connaître le manufacturier de pneumatiques.
- Les voitures ne réussissant pas à parcourir 90% de la distance du gagnant sont non classées (NC).

| Pos  | Classe | no | Écurie                                  | Pilotes                            | Châssis                              | Pneus | Tours | Temps                         |
| Pos  | Classe | no | Écurie                                  | Pilotes                            | Moteur                               | Pneus | Tours | Temps                         |
| ---- | ------ | -- | --------------------------------------- | ---------------------------------- | ------------------------------------ | ----- | ----- | ----------------------------- |
| 1    | C1     | 2  | Team Sauber Mercedes                    | Karl Wendlinger Michael Schumacher | Mercedes-Benz C291                   | G     | 93    | 2 h 26 min 36 s 699           |
| 1    | C1     | 2  | Team Sauber Mercedes                    | Karl Wendlinger Michael Schumacher | Mercedes-Benz M291 3.5L Flat-12 Atmo | G     | 93    | 2 h 26 min 36 s 699           |
| 2    | C1     | 3  | Silk Cut Jaguar                         | Derek Warwick                      | Jaguar XJR-14                        | G     | 93    | + 30 s 488                    |
| 2    | C1     | 3  | Silk Cut Jaguar                         | Derek Warwick                      | Cosworth HB 3.5L V8 Atmo             | G     | 93    | + 30 s 488                    |
| 3    | C1     | 4  | Silk Cut Jaguar                         | Teo Fabi David Brabham             | Jaguar XJR-14                        | G     | 93    | + 1 min 39 s 161              |
| 3    | C1     | 4  | Silk Cut Jaguar                         | Teo Fabi David Brabham             | Cosworth HB 3.5L V8 Atmo             | G     | 93    | + 1 min 39 s 161              |
| 4    | C1     | 5  | Peugeot Talbot Sport                    | Mauro Baldi Philippe Alliot        | Peugeot 905 Evo 1B                   | M     | 92    | + 1 tour                      |
| 4    | C1     | 5  | Peugeot Talbot Sport                    | Mauro Baldi Philippe Alliot        | Peugeot SA35 3.5L V10 Atmo           | M     | 92    | + 1 tour                      |
| 5    | C1     | 1  | Team Sauber Mercedes                    | Jochen Mass Jean-Louis Schlesser   | Mercedes-Benz C291                   | G     | 92    | + 1 tour                      |
| 5    | C1     | 1  | Team Sauber Mercedes                    | Jochen Mass Jean-Louis Schlesser   | Mercedes-Benz M291 3.5L Flat-12 Atmo | G     | 92    | + 1 tour                      |
| 6    | C1     | 36 | Toyota Team Tom's                       | Geoff Lees Andy Wallace            | Toyota TS010                         | G     | 90    | + 3 tours                     |
| 6    | C1     | 36 | Toyota Team Tom's                       | Geoff Lees Andy Wallace            | Toyota RV10 3.5L V10 Atmo            | G     | 90    | + 3 tours                     |
| 7    | C1     | 8  | Euro Racing                             | Cor Euser Charles Zwolsman         | Spice SE90C                          | G     | 87    | + 6 tours                     |
| 7    | C1     | 8  | Euro Racing                             | Cor Euser Charles Zwolsman         | Ford Cosworth DFR 3.5L V8            | G     | 87    | + 6 tours                     |
| 8    | C2     | 12 | Courage Compétition Nisseki Racing Team | George Fouché Steven Andskär       | Porsche 962C GTi                     | D     | 85    | + 8 tours                     |
| 8    | C2     | 12 | Courage Compétition Nisseki Racing Team | George Fouché Steven Andskär       | Porsche Type-935 3.2L Flat-6 Turbo   | D     | 85    | + 8 tours                     |
| 9    | C2     | 18 | Mazdaspeed                              | Maurizio Sandro Sala Yojiro Terada | Mazda 787B                           | D     | 85    | + 8 tours                     |
| 9    | C2     | 18 | Mazdaspeed                              | Maurizio Sandro Sala Yojiro Terada | Mazda R26B 2.6L 4-Rotor              | D     | 85    | + 8 tours                     |
| 10   | C2     | 58 | Mazdaspeed                              | David Kennedy Takashi Yorino       | Mazda 787B                           | D     | 84    | + 9 tours                     |
| 10   | C2     | 58 | Mazdaspeed                              | David Kennedy Takashi Yorino       | Mazda R26B 2.6L 4-Rotor              | D     | 84    | + 9 tours                     |
| Abd. | C2     | 14 | Team Salamin Primagaz Team Schuppan     | Roland Ratzenberger Eje Elgh       | Porsche 962C                         | D     | 78    | Moteur                        |
| Abd. | C2     | 14 | Team Salamin Primagaz Team Schuppan     | Roland Ratzenberger Eje Elgh       | Porsche Type-935 3.2L Flat-6 Turbo   | D     | 78    | Moteur                        |
| Abd. | C2     | 11 | Porsche Kremer Racing                   | Manuel Reuter Harri Toivonen       | Porsche 962CK6                       | Y     | 45    | Moteur                        |
| Abd. | C2     | 11 | Porsche Kremer Racing                   | Manuel Reuter Harri Toivonen       | Porsche Type-935 3.2L Flat-6 Turbo   | Y     | 45    | Moteur                        |
| Abd. | C1     | 21 | Konrad Motorsport                       | Franz Konrad Stefan Johansson      | Konrad KM-011                        | Y     | 24    | Suspension, boite de vitesses |
| Abd. | C1     | 21 | Konrad Motorsport                       | Franz Konrad Stefan Johansson      | Lamborghini 3512 3.5L V12 Atmo       | Y     | 24    | Suspension, boite de vitesses |
| Abd. | C1     | 6  | Peugeot Talbot Sport                    | Keke Rosberg Yannick Dalmas        | Peugeot 905 Evo 1B                   | M     | 20    | Pression d'huile              |
| Abd. | C1     | 6  | Peugeot Talbot Sport                    | Keke Rosberg Yannick Dalmas        | Peugeot SA35 3.5L V10 Atmo           | M     | 20    | Pression d'huile              |
| Abd. | C1     | 16 | Repsol Brun Motorsport                  | Oscar Larrauri                     | Brun C91                             | Y     | 20    | Boite de vitesses             |
| Abd. | C1     | 16 | Repsol Brun Motorsport                  | Oscar Larrauri                     | Judd EV 3.5L V8 Atmo                 | Y     | 20    | Boite de vitesses             |
| Abd. | C2     | 17 | Repsol Brun Motorsport                  | Jesús Pareja Bernard Santal        | Porsche 962C                         | Y     | 12    | Moteur                        |
| Abd. | C2     | 17 | Repsol Brun Motorsport                  | Jesús Pareja Bernard Santal        | Porsche Type-935 3.2L Flat-6 Turbo   | Y     | 12    | Moteur                        |
| Abd. | C1     | 61 | Euro Racing                             | Wayne Taylor Hideshi Matsuda (en)  | Spice SE90C                          | G     | 3     | Jeu dans le bobinage          |
| Abd. | C1     | 61 | Euro Racing                             | Wayne Taylor Hideshi Matsuda (en)  | Ford DFR 3.5L V8 Atmo                | G     | 3     | Jeu dans le bobinage          |

## Pole position et record du tour
- Pole position :  Teo Fabi (#4 Silk Cut Jaguar) en 1 min 27 s 188
- Meilleur tour en course :  Yannick Dalmas (#6 Peugeot Talbot Sport) en 1 min 30 s 615

## Tours en tête
- no 6 Peugeot 905 Evo 1 Bis - Peugeot Talbot Sport : 20 tours (1-20)
- no 2 Mercedes-Benz C291 - Team Sauber Mercedes : 69 tours (21-29 / 32-61 / 64-93)
- no 3 Jaguar XJR-14 - Silk Cut Jaguar : 4 tours (30-31 / 62-63)

## À noter
- Longueur du circuit : 4,674 km
- Distance parcourue par les vainqueurs : 434,682 km